# ヤクタト (アラスカ州)
ヤクタト市郡（ヤクタトしぐん、英: Yakutat City and Borough、[ˈjækətɑːt]）は、アメリカ合衆国のアラスカ州の南東部に位置する統合市郡である。2010年に行われた国勢調査での人口は4,035人であった。郡名はトリンギット語の「カヌーが休む所」を意味する Yaakwdáat から来ているが、元々はエイアック族の名詞diyaʼqudaʼtから派生し、トリンギット語の「カヌー」を意味する言葉 yaakw の影響を受けた。当初あったヤクタト市（都市化部）の他に、そこそこの人口が集中しているのは郡西中部のアイシーベイ空港があるアイシーベイの町だけである。ヤクタト市はその面積でアメリカ合衆国最大の都市であり、世界でも第12位になっている。ロードアイランド州と比べれば約6倍である。日本の都道府県の面積で第2位である岩手県よりも大きい。

## 歴史
ヤクタト地域の最初の入植者はカッパー川地域から来たエイアック語を話す人々だったと考えられている。トリンギット族が地域内に移って来てヨーロッパ人が訪れる以前にエイアック族に同化していた。ヤクタトは地域内に多くあったトリンギット族単独およびトリンギット族とエイアック族の集落の1つに過ぎなかったが、他の集落は人口が減少するか放棄されてきた。
18世紀と19世紀にイギリス人、フランス人、スペイン人およびロシア人の探検家がこの地域に入った。露米会社の前進であるシェリホフ・ゴリコフ会社が1795年にヤクタトに砦を建設しラッコの生皮を交易する施設とした。そこはニューロシアあるいはヤクタト植民地、スラボロシヤと呼ばれた.。ロシア人が近くの漁場へ入ることを遮断すると、リンギット族戦士が砦を襲い破壊した。
アメリカ合衆国がアラスカを購入した後の1886年までにこの地域の黒砂の海浜は金を求めて掘り返された。1889年、スウェーデンのフリーミッション教会がこの地域で学校と製材所を開いた。スティムソン木材会社が1903年から缶詰工場、別の製材所、1軒の店および鉄道を建設した。1970年まで操業を続けたスティムソンの缶詰工場に近づくために多くの人々が現在のヤクタトの地に移転してきた。第二次世界大戦中、アメリカ陸軍飛行隊がヤクタト近くに大型の飛行隊を駐屯させ、舗装された滑走路を建設した。この部隊は戦後に撤退したが、滑走路はヤクタト空港として現在も使用されており、定期便が運行されている。
現在のヤクタトでは漁業が最大の経済活動である。
2004年、ヤクタト・トリンギット族が先住民管理局から言語保存認可を受けた。このことで中年と青年にトリンギット語を教える動きが再活性化された。ヤクタト・トリンギット族は2007年にも別の先住民管理局認可を受け、学校での役割を拡大している。ヤクタト・トリンギット族のトリンギット語を再活性化する動きは、全身反応教授法のような第2言語教育に伝達手段を使うことに焦点を当てている。
日本人写真家セイキ・カヤモリは1912年から1941年まで地元缶詰工場で働きながら、ヤクタトとその周辺を精力的に撮影した。その大量の作品は現在ヤクタト市役所に収められている。
ヤクタトは1992年9月22日に統合市郡として法人化された。この時まではスカグウェイ・ヤクタト・アングーン国勢調査地域の一部であり、この国勢調査地域は後にスカグウェイ・フーナー・アングーン国勢調査地域と改名された（さらに2007年にフーナー・アングーン国勢調査地域と改名された）。

## 地理

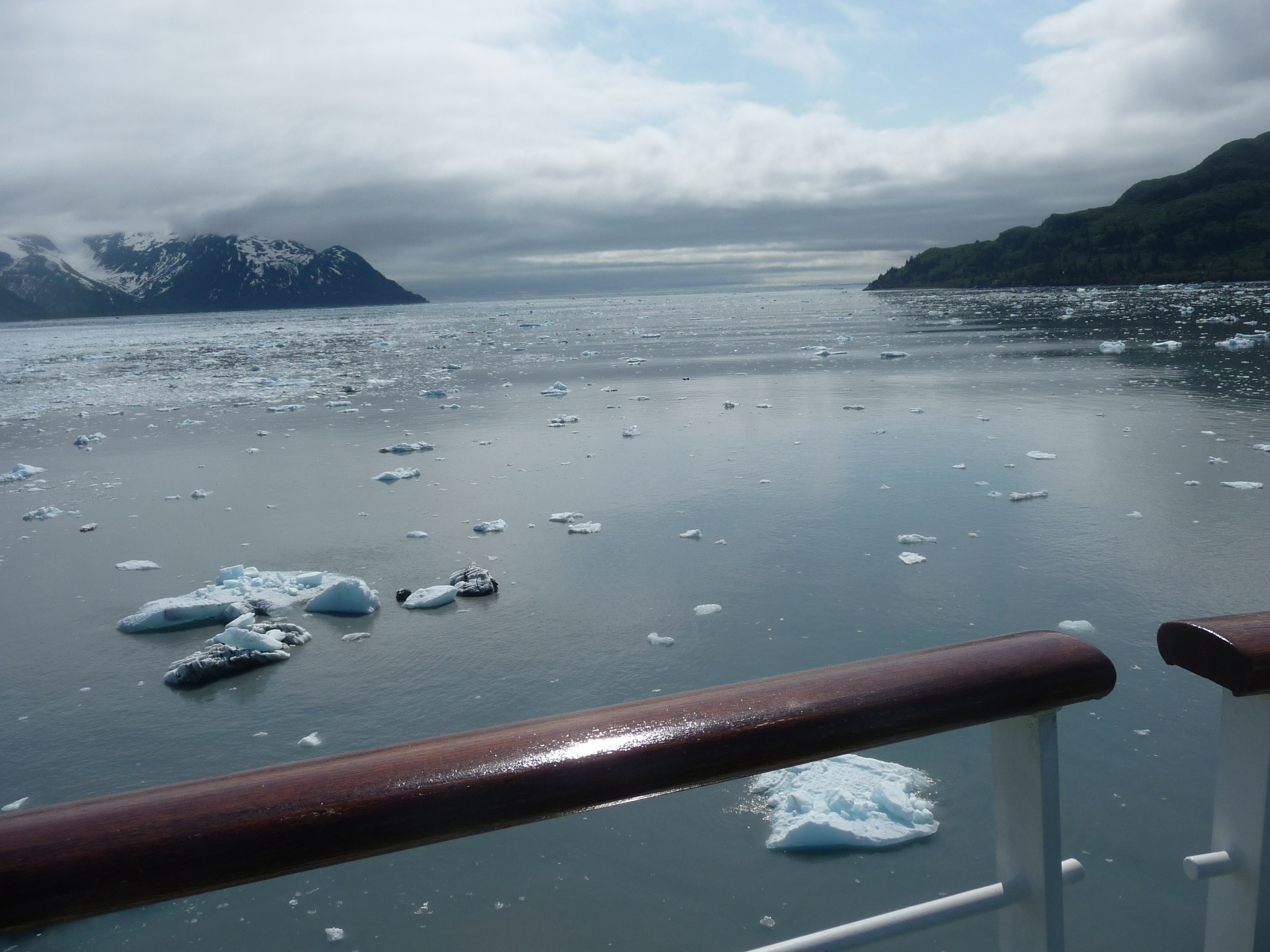
ヤクタト湾の流氷

ヤクタト市は北緯59度32分49秒 西経139度43分38秒 / 北緯59.54694度 西経139.72722度に位置し、ヤクタト湾の入り口に位置する。アラスカ湾に沿った低地で孤立した場所であり、アラスカ州の州都ジュノーからは南西に212マイル (340 km) 離れている。
ヤクタト市郡の全面積は9,459平方マイル (24,500 km2)、このうち陸地は7,650平方マイル (19,800 km2)、水面は1,809平方マイル (4,690 km2)で水域率は19.12％である。西はアラスカ湾に面し、北西はバルデス・コルドバ国勢調査地域、南西はフーナー・アングーン国勢調査地域、北東から東はブリティッシュコロンビア州のスティキーン地域、北はユーコン準州に接している。
郡域内にある保護地域としては、チュガチ国立の森、グレイシャーベイ国立公園、グレイシャーベイ原生地、トンガス国立の森、ランゲル・セントイライアス国立公園と保護地、ランゲル・セントエライアス原生地、およびラッセルフィヨルド原生地の各部分が入っている。
郡内の特徴ある自然相はハバード氷河であり、数少ない漸進型氷河の1つである。1986年と2002年、この氷河がラッセルフィヨルドの口を封鎖した。その結果ラッセル湖の湖面がそれぞれ83フィート (25 m) と61フィート (18 m) 上昇し、氷河のダムが崩壊するまで続いた。もしラッセル湖の水面が135フィート (41 m) 上昇すると、水が峠を越えて溢れ、シトゥク川に流れ込むことになる。これが起こると世界的な漁場に大きな影響を与えることになる。ヤクタトの町は氷河が町に進んで来ない限り影響は無い。町に来るとすれば1000年は掛かるだろう。地域の植生は湖水が1860年頃まで峠を越えて流出していたことを示している。

### 気候
ケッペンの気候区分では西岸海洋性気候である。年間を通じて多雨で、年降水量は4000mm前後に達し、年間の3分の2程度の日において降水がみられる。年間の夏は冷涼であり、最高気温は20℃に満たない日が多い。冬は緯度の割に温暖であり、真冬でも雪ではなく、雨が降ることも多い。
| ヤクタト (1981−2010)の気候         | ヤクタト (1981−2010)の気候 | ヤクタト (1981−2010)の気候 | ヤクタト (1981−2010)の気候 | ヤクタト (1981−2010)の気候 | ヤクタト (1981−2010)の気候 | ヤクタト (1981−2010)の気候 | ヤクタト (1981−2010)の気候 | ヤクタト (1981−2010)の気候 | ヤクタト (1981−2010)の気候 | ヤクタト (1981−2010)の気候 | ヤクタト (1981−2010)の気候 | ヤクタト (1981−2010)の気候 | ヤクタト (1981−2010)の気候 |
| 月                                 | 1月                        | 2月                        | 3月                        | 4月                        | 5月                        | 6月                        | 7月                        | 8月                        | 9月                        | 10月                       | 11月                       | 12月                       | 年                         |
| ---------------------------------- | -------------------------- | -------------------------- | -------------------------- | -------------------------- | -------------------------- | -------------------------- | -------------------------- | -------------------------- | -------------------------- | -------------------------- | -------------------------- | -------------------------- | -------------------------- |
| 最高気温記録 °C （°F）             | 14 (58)                    | 13 (56)                    | 15 (59)                    | 22 (71)                    | 27 (80)                    | 31 (87)                    | 29 (85)                    | 31 (88)                    | 25 (77)                    | 17 (63)                    | 15 (59)                    | 11 (52)                    | 31 (88)                    |
| 平均最高気温 °C （°F）             | 0.9 (33.7)                 | 2.4 (36.3)                 | 4.2 (39.5)                 | 7.6 (45.7)                 | 11.3 (52.3)                | 14.1 (57.3)                | 15.6 (60.1)                | 15.9 (60.6)                | 13.2 (55.7)                | 8.6 (47.4)                 | 3.6 (38.5)                 | 1.7 (35.1)                 | 8.3 (46.9)                 |
| 日平均気温 °C （°F）               | −2.2 (28.1)                | −1.3 (29.7)                | 0 (32.0)                   | 3.2 (37.8)                 | 7.1 (44.7)                 | 10.4 (50.8)                | 12.4 (54.3)                | 12.1 (53.8)                | 9.1 (48.4)                 | 5 (41.0)                   | 0.2 (32.3)                 | −1.3 (29.6)                | 4.6 (40.2)                 |
| 平均最低気温 °C （°F）             | −5.3 (22.4)                | −5 (23.0)                  | −4.1 (24.6)                | −1.1 (30.0)                | 2.9 (37.2)                 | 6.9 (44.4)                 | 9.3 (48.7)                 | 8.5 (47.3)                 | 5.2 (41.4)                 | 1.6 (34.8)                 | −3.2 (26.3)                | −4.2 (24.4)                | 0.9 (33.7)                 |
| 最低気温記録 °C （°F）             | −30 (−22)                  | −29 (−20)                  | −29 (−20)                  | −16 (3)                    | −13 (9)                    | −2 (29)                    | 2 (35)                     | −2 (29)                    | −9 (16)                    | −14 (6)                    | −23 (−10)                  | −31 (−24)                  | −31 (−24)                  |
| 降水量 mm （inch）                 | 347 (13.66)                | 275.8 (10.86)              | 278.9 (10.98)              | 233.4 (9.19)               | 208.5 (8.21)               | 162.3 (6.39)               | 200.2 (7.88)               | 359.4 (14.15)              | 536.2 (21.11)              | 559.1 (22.01)              | 367.3 (14.46)              | 413.5 (16.28)              | 3,941.6 (155.18)           |
| 降雪量 cm （inch）                 | 79.5 (31.3)                | 71.6 (28.2)                | 72.4 (28.5)                | 27.9 (11.0)                | 1.3 (0.5)                  | 0 (0)                      | 0 (0)                      | 0 (0)                      | 0 (0)                      | 8.1 (3.2)                  | 51.8 (20.4)                | 69.6 (27.4)                | 382 (150.4)                |
| 平均降水日数 （≥0.01 inch）        | 21.9                       | 18.6                       | 19.3                       | 18.5                       | 17.5                       | 17.0                       | 18.5                       | 18.9                       | 21.7                       | 24.0                       | 21.6                       | 22.5                       | 240                        |
| 平均降雪日数 （≥0.1 in）           | 12.0                       | 11.0                       | 11.6                       | 6.1                        | 0.3                        | 0                          | 0                          | 0                          | 0                          | 1.7                        | 8.7                        | 12.6                       | 64                         |
| 出典：NOAA (extremes 1917−present) |                            |                            |                            |                            |                            |                            |                            |                            |                            |                            |                            |                            |                            |

| ヤクタトの気候                   | ヤクタトの気候 | ヤクタトの気候 | ヤクタトの気候 | ヤクタトの気候 | ヤクタトの気候 | ヤクタトの気候 | ヤクタトの気候 | ヤクタトの気候 | ヤクタトの気候 | ヤクタトの気候 | ヤクタトの気候 | ヤクタトの気候 | ヤクタトの気候 |
| 月                               | 1月            | 2月            | 3月            | 4月            | 5月            | 6月            | 7月            | 8月            | 9月            | 10月           | 11月           | 12月           | 年             |
| -------------------------------- | -------------- | -------------- | -------------- | -------------- | -------------- | -------------- | -------------- | -------------- | -------------- | -------------- | -------------- | -------------- | -------------- |
| 平均最高気温 °C （°F）           | −0.3 (31.5)    | 1.7 (35.1)     | 3.4 (38.1)     | 6.4 (43.5)     | 10 (50.0)      | 13.1 (55.6)    | 15.2 (59.4)    | 15.4 (59.7)    | 12.9 (55.2)    | 8.4 (47.1)     | 2.9 (37.2)     | 0.6 (33.1)     | 7.5 (45.5)     |
| 平均最低気温 °C （°F）           | −7.4 (18.7)    | −6.1 (21.0)    | −4.6 (23.7)    | −1.6 (29.1)    | 2.5 (36.5)     | 6.3 (43.3)     | 8.8 (47.8)     | 8.1 (46.6)     | 5 (41.0)       | 1.5 (34.7)     | −3.8 (25.2)    | −6.1 (21.0)    | 0.2 (32.4)     |
| 降水量 mm （inch）               | 323 (12.7)     | 282 (11.1)     | 284 (11.2)     | 262 (10.3)     | 257 (10.1)     | 193 (7.6)      | 216 (8.5)      | 305 (12.0)     | 493 (19.4)     | 607 (23.9)     | 384 (15.1)     | 396 (15.6)     | 3,993 (157.2)  |
| 出典：Climate Charts August 2010 |                |                |                |                |                |                |                |                |                |                |                |                |                |

## 人口動態

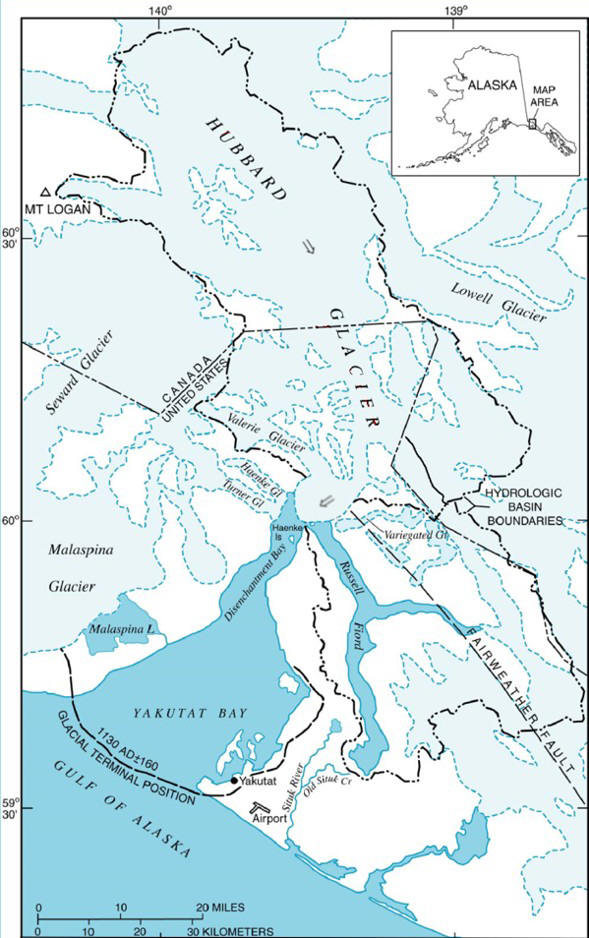
ヤクタト付近図、ヤクタト市は南のヤクタト湾の入り口南側、北の広い地域はハバード氷河、その中間にあるのがラッセルフィヨルド

以下は2010年の国勢調査による人口統計データである。
| 基礎データ - 人口: 4,035人 - 世帯数: 502世帯 - 家族数: 201家族 - 人口密度: 0.04人/km2（0.1人/mi2） - 住居数: 499軒 - 住居密度: 0.0軒/km2（0.0/mi2） 人種別人口構成 - 白人: 50.37% - ネイティブ・アメリカン: 39.60% - アフリカン・アメリカン: 0.12% - アジア人: 1.24% - 太平洋諸島系: 0.74% - 混血: 7.92% - ヒスパニック・ラテン系: 0.74% 言語による構成 - トリンギット語：5.78％ 年齢別人口構成 - 18歳未満: 28.1% - 18-24歳: 5.3% - 25-44歳: 32.5% - 45-64歳: 28.7% - 65歳以上: 5.3% - 年齢の中央値: 37歳 - 性比（女性100人あたり男性の人口） - 総人口: 145.6 - 18歳以上: 161.7 | 世帯と家族（対世帯数） - 18歳未満の子供がいる: 32.8% - 結婚・同居している夫婦: 38.5% - 未婚・離婚・死別女性が世帯主: 12.1% - 非家族世帯: 40.0% - 単身世帯: 32.1% - 65歳以上の老人1人暮らし: 4.9% - 平均構成人数 - 世帯: 2.59人 - 家族: 3.30人 収入と家計 - 収入の中央値 - 世帯: 46,786米ドル - 家族: 51,875米ドル - 性別 - 男性: 41,635米ドル - 女性: 25,938米ドル - 人口1人あたり収入: 22,579米ドル - 貧困線以下 - 対人口: 13.5% - 対家族数: 11.8% - 18歳未満: 22.5% - 65歳以上: 8.3% |

### ヤクタト市
2000年時点のヤクタト市は国勢調査指定地域として扱われていた。国勢調査指定地域はその属する州法では法人ではない。ヤクタトの領域は約100平方マイル（250 km²強）あり、全市郡の人口の大半がここに住んでいた。
以下は2000年の国勢調査による人口統計データである。
| 基礎データ - 人口: 680人 - 世帯数: 261世帯 - 家族数: 157家族 - 人口密度: 2.6人/km2（6.8人/mi2） - 住居数: 385軒 - 住居密度: 1.5軒/km2（3.9/mi2） 人種別人口構成 - 白人: 41.47% - ネイティブ・アメリカン: 47.06% - アフリカン・アメリカン: 0.15% - アジア人: 1.47% - 太平洋諸島系: 0.88% - 混血: 8.97% - ヒスパニック・ラテン系: 0.88% 年齢別人口構成 - 18歳未満: 31.0% - 18-24歳: 6.2% - 25-44歳: 31.3% - 45-64歳: 25.7% - 65歳以上: 5.7% - 年齢の中央値: 35歳 - 性比（女性100人あたり男性の人口） - 総人口: 117.3 - 18歳以上: 123.3 | 世帯と家族（対世帯数） - 18歳未満の子供がいる: 33.3% - 結婚・同居している夫婦: 38.7% - 未婚・離婚・死別女性が世帯主: 12.3% - 非家族世帯: 39.5% - 単身世帯: 31.4% - 65歳以上の老人1人暮らし: 5.0% - 平均構成人数 - 世帯: 2.61人 - 家族: 3.30人 収入と家計 - 収入の中央値 - 世帯: 47,054米ドル - 家族: 51,875米ドル - 性別 - 男性: 42,404米ドル - 女性: 26,875米ドル - 人口1人あたり収入: 21,330米ドル - 貧困線以下 - 対人口: 15.7% - 対家族数: 11.8% - 18歳未満: 22.5% - 65歳以上: 10.7% |

## 呼び物
夏季にはヤクタトの海岸と浜ではサーフィンが呼び物になっている。低体温を避けるために全身のウェットスーツが通常の衣類ではあるが、24時間白夜に近いために海温は暖かい。